# یواس‌اس هاردر (اس‌اس-۵۶۸)
یواس‌اس هاردر (اس‌اس-۵۶۸) (به انگلیسی: USS Harder (SS-568)) یک زیردریایی است که طول آن ۲۷۷ فوت ۲ اینچ (۸۴٫۴۸ متر) می‌باشد. این زیردریایی در سال ۱۹۵۱ ساخته شد.